# Trathala sulcifera
Trathala sulcifera är en stekelart som beskrevs av Dasch 1979. Trathala sulcifera ingår i släktet Trathala och familjen brokparasitsteklar. Inga underarter finns listade i Catalogue of Life.